# Balanegra

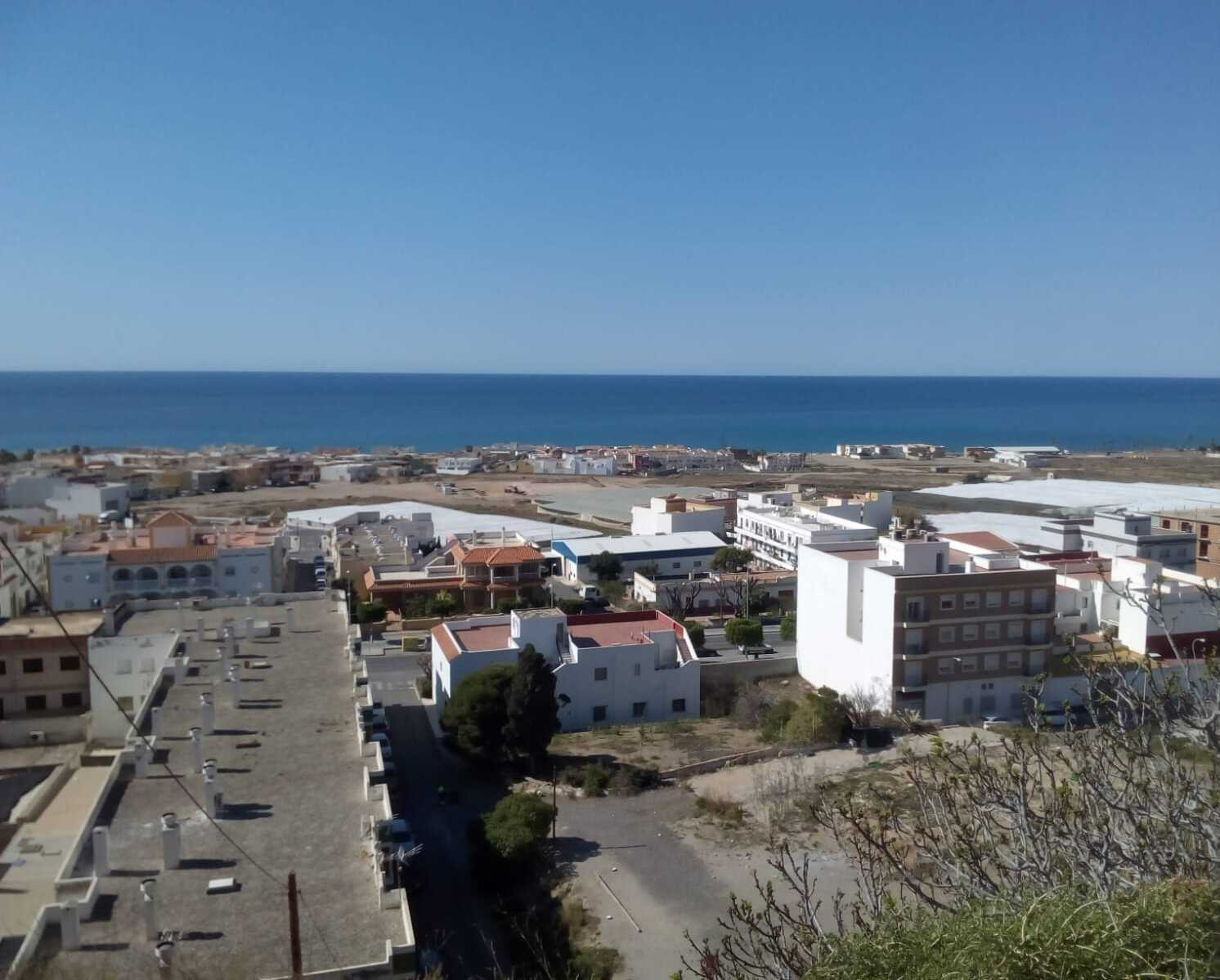
Vista de la localidad

Balanegra es una localidad y municipio español situado en la parte suroccidental de la comarca del Poniente Almeriense, en la provincia de Almería, comunidad autónoma de Andalucía. A orillas del mar Mediterráneo, este municipio limita con los de El Ejido, Dalías, Berja y Adra. Cuenta con una población de 3016 habitantes (INE 2024).
El municipio balanegrense comprende únicamente el núcleo de población de Balanegra, capital municipal.
Fue una entidad local autónoma dentro del municipio de Berja hasta que, en junio de 2015, se constituyó como municipio independiente.

## Topónimo
Sobre el origen del nombre de la localidad hay multitud de historias populares. La localidad tomó el nombre de la rambla que la atraviesa y no al revés como muchos piensan en la actualidad. [cita requerida]

## Geografía física
Integrado en la comarca de Poniente Almeriense, se sitúa a 45 kilómetros de la capital provincial. El término municipal está atravesado por la autovía del Mediterráneo (A-7) y la carretera N-340a entre los pK 397 y 399. 

El relieve del territorio está caracterizado por las estribaciones de la sierra de Gádor, que en esta zona recibe el nombre de Sierra Alamilla, y una zona llana prelitoral (Llanos de Vázquez) antes del litoral donde se encuentra la localidad junto a la playa de Balanegra. La altitud del municipio oscila entre los 637 metros (pico Balsa Nueva) y el nivel del mar. El pueblo se alza a 15 metros sobre el nivel del mar. 
| Noroeste: Berja | Norte: Berja          | Noreste: Dalías   |
| Oeste: Adra     |                       | Este: El Ejido    |
| Suroeste: Adra  | Sur: Mar Mediterráneo | Sureste: El Ejido |

### Riesgos naturales
El municipio de Balanegra todavía no cuenta con un PTEL que cumpla con la Ley 5/2010 sobre autonomía local.

## Historia

### Establecimiento de la localidad
En cuanto a vestigios de épocas pasadas, nos encontramos además de las norias, el resto más antiguo del pueblo, la Torre de Alhamilla que data del siglo XV, que no es más que una de las torres vigía que los Reyes Católicos mandaron construir para salvaguardar la zona de piratas. Cabe destacar, que estas torres empezaron a construirse en el siglo XIV (época nazarí) para este mismo fin.
Esta torre vigía, permaneció activa hasta principios del siglo XIX, pero unas décadas más tarde esta se derrumbó debido a su falta de mantenimiento y a un terremoto que terminó por quebrar la torre.
Actualmente (2008) quedan restos de lo que un día fue ese torreón, aunque se ha restaurado parcialmente para aprovechar esos restos, ese espacio y sobre todo esas vistas, como un mirador, el cual fue inaugurado el día 25 de marzo de 2008 coincidiendo con el día de la Entidad Local Autónoma.
El establecimiento de Balanegra como localidad se remonta al siglo XVI, cuando esta zona (que en aquel entonces era un baldío), fue entregada a Berja en concepto de compensación por las pérdidas sufridas al marcarse una nueva separación territorial con Adra.
Las lindes de esta zona se tomaron según barrares físicas que marcaran la separación claramente. Las lindes elegidas fueron: La torre de Alhamilla al oeste que limita con Adra y la rambla de Balanegra y la del Saltadero al este con El Ejido.
Quizás el aspecto que hizo interesante la zona para los primeros asentamientos en esta árida zona, fue la abundancia de agua subterránea. 
Estas aguas fueron explotada primeramente por los pastores (en aquella época trashumantes), los cuales comenzaron a hacer pozos para dar agua al ganado (y para ellos mismos). Con el paso del tiempo, a estos pozos se les acoplaron norias, hecho que supuso un avance lógico para los pastores, y para los primeros pobladores de la zona.
Este avance logró que se pudieran establecer de forma permanente los primeros asentamientos, los cuales empezaron a cultivar las tierras, y poco a poco con el trascurrir de los años evolucionaron a cortijadas, y en la actualidad a pueblo.
En la actualidad (2011), quedan restos de algunas de estas norias, aunque pasan inadvertidas, pues estas están tapadas debido a su desuso lógico con el paso del tiempo y a la salinización que estos pozos han sufrido, como consecuencia de una sobreexplotación, y de la falta de lluvias que regeneren estas aguas subterráneas.

### Entidad local de Balanegra
El 25 de marzo de 1987 se estableció la Entidad de Ámbito Territorial Inferior al Municipio de Balanegra, día el cual se estableció un gobierno autónomo.
La creación de esta EATIM, fue fruto de los problemas que había a la hora de hacer trámites en el ayuntamiento, pues Balanegra dista de Berja en unos 22 km. Este hecho fue crucial para mejorar el servicio, pues ahora esta EATIM concentraba muchas de las competencias básicas y necesarias para el ciudadano. Algunas de ellas son luz, agua, saneamiento, parques y jardines, etc. Las competencias fueron aumentando con el paso de los años, dando a esta una mayor autonomía.
Ya el 25 de marzo de 2004, Balanegra al frente de Mercedes Tapia (alcaldesa de Balanegra en aquella fecha) da un paso más hacia su independencia política y económica. Este paso consistió en el inicio de un proceso de segregación de Berja, el cual fue previamente respaldado por la mayoría de los vecinos (72%) mediante un referéndum.
Este proceso fue fruto de las diferencias políticas existentes entre la entidad y el ayuntamiento matriz, lo cual provocó, que muchos balanegrenses ya no se sintieran identificados con el gobierno de Berja.

Extensión del municipio en la provincia de Almería

El expediente de segregación fue puesto en marcha en 2005, pero unos años después (en 2007) la Junta de Andalucía se basó en el reglamento de demarcación municipal de Andalucía y del Registro Andaluz de Entidades Locales (decreto 185/2005 de 30 de agosto) para paralizar dicho proceso por no contar con la población suficiente.
El 24 de octubre de 2008 el Tribunal Superior de Justicia de Andalucía (TSJA) declara nulo el Título III Capítulo V del Reglamento de Demarcación Municipal de Andalucía y del Registro Andaluz de Entidades Locales (decreto 185/2005 de 30 de agosto), pudiéndose reanudar el proceso de segregación.
Como “contramedida” a dicha sentencia, la Junta de Andalucía interpuso recurso de casación, el cual fue inadmitido, demorándose el dictamen hasta junio de 2010.
El 11 de febrero de 2011, el TSJA declara firme el fallo contra el que no cabe recurso y que reconoce a Balanegra (implícitamente) la categoría de Entidad Local Autónoma (ELA), pudiendo finalmente continuar con el expediente de segregación.

### Municipio de Balanegra

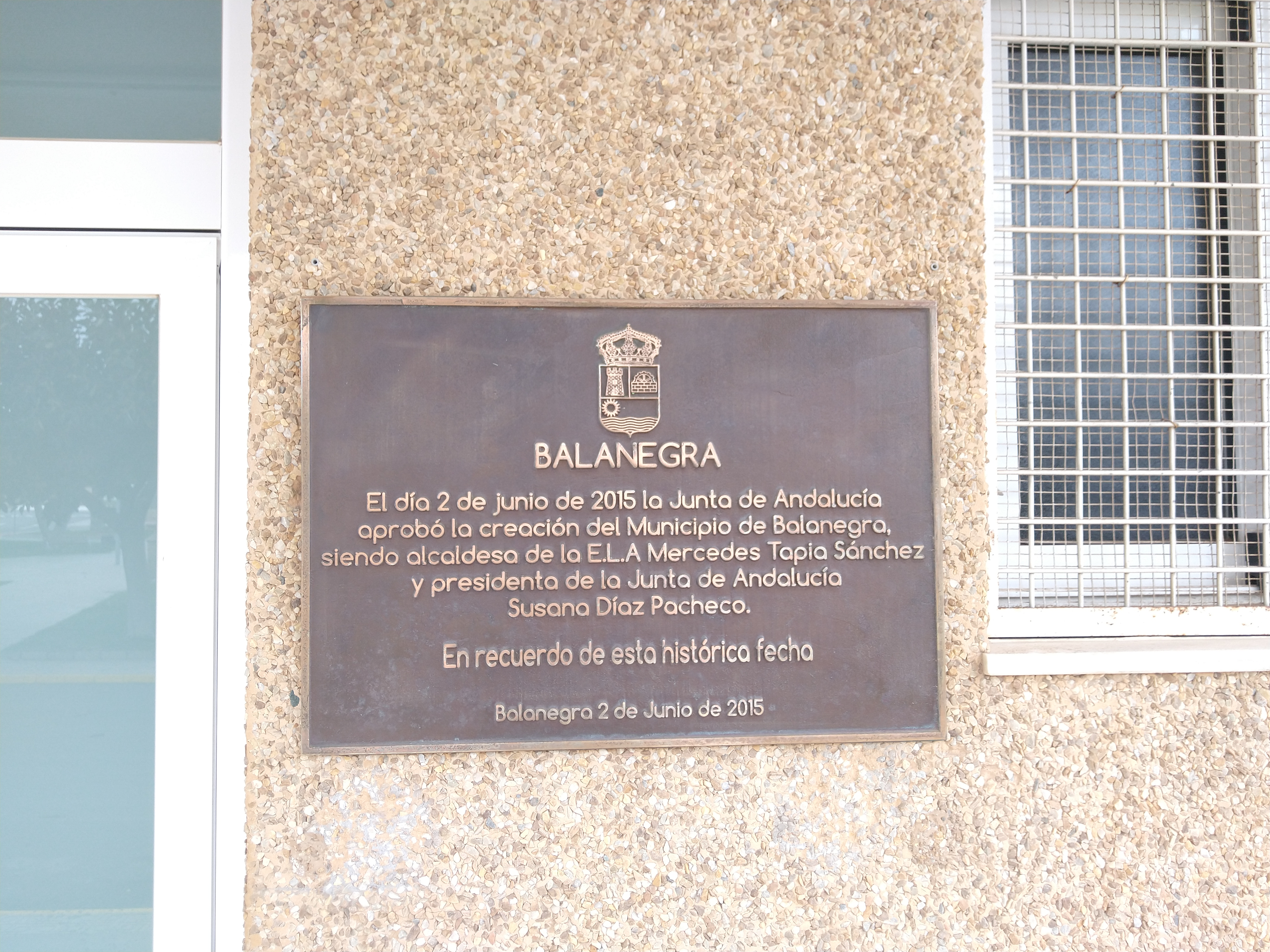
Placa conmemorativa de la fundación del municipio

El 2 de junio de 2015 el Consejo de Gobierno de la Junta de Andalucía aprobó la creación del nuevo municipio de Balanegra lo cual fue firme tras ser publicado en el BOJA el 19 de junio de 2015. El nuevo municipio quedará administrado por una comisión gestora, la cual tiene un periodo de tres meses para constituirse una vez sea publicado en el BOJA y quedaría presidida por la persona titular de la presidencia de la antigua Entidad Local Autónoma e integrado por diez vocales que serán propuestos y designados en función de los resultados de los comicios locales del pasado 24 de mayo.

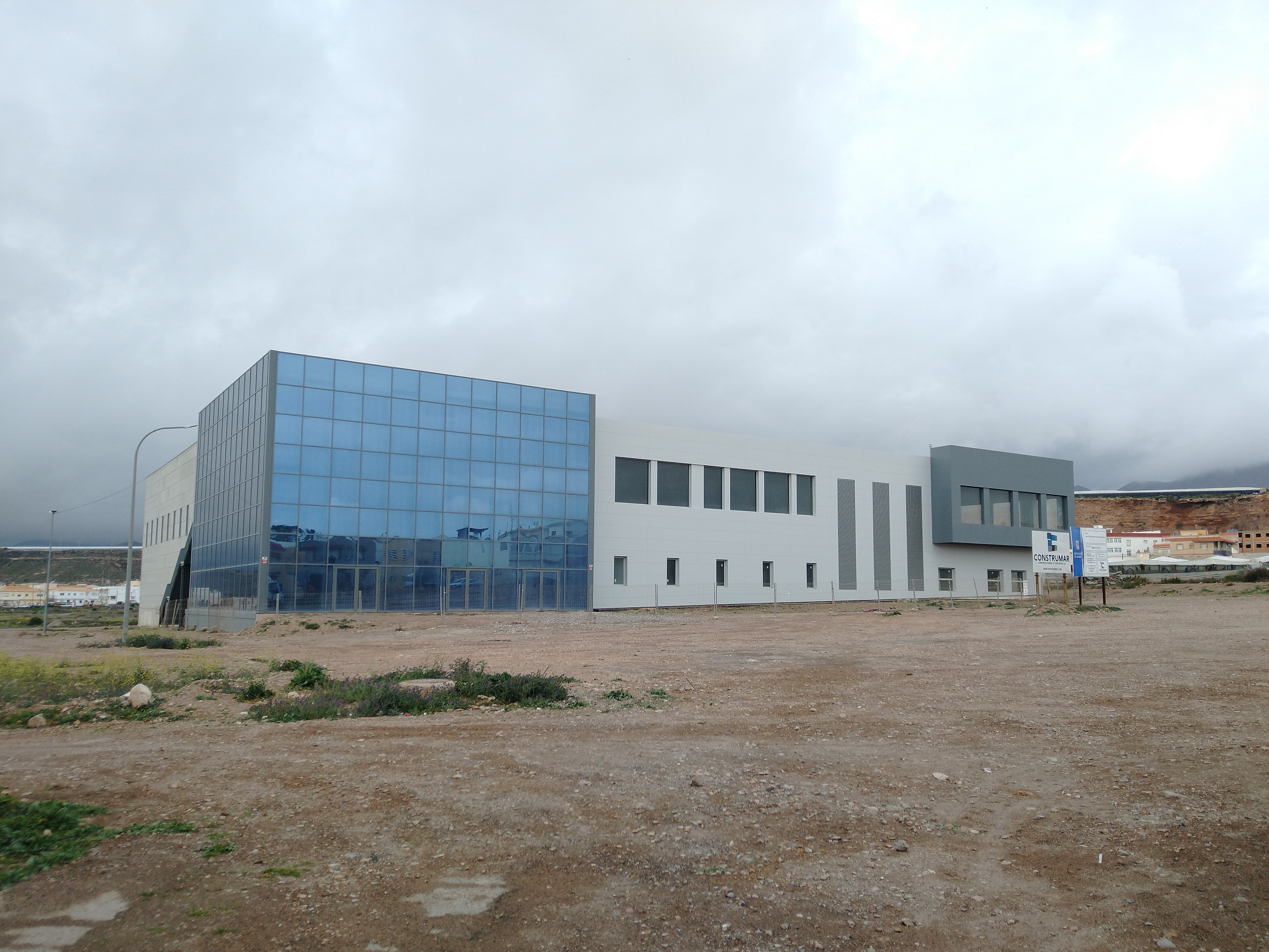
El nuevo pabellón deportivo en avanzado estado de construcción

## Geografía humana

### Demografía
| Gráfica de evolución demográfica de Balanegra entre 2021 y 2021                                                       |
| |
| Población de derecho según los censos de población del INE. Población de hecho según los censos de población del INE. |

| Gráfica de evolución demográfica de Balanegra entre 2000 y 2022 |
|                                                                 |
| Datos según el nomenclátor publicado por el INE.                |

### Economía
La economía local, se ha basado desde sus inicios en la agricultura y el pastoreo. 
- La agricultura comenzó siendo del tipo huerto, pero con los años (siglo XX) evolucionó hacia la agricultura intensiva bajo plástico, la cual es hoy día la principal fuente de ingresos local.
- El pastoreo empezó siendo trashumante, continuaron estableciéndose, y en la actualidad casi han desaparecido.

En la actualidad (2008), la segunda fuente de ingresos, es el turismo, en especial el de playa. Este hecho queda reflejado, en la casi triplicación de los habitantes en época estival.[cita requerida]

## Símbolos

### Bandera
La bandera de Balanegra fue aprobada el 12 de julio de 2010, inscrita en el Registro Andaluz de Símbolos de Entidades locales el 8 de febrero de 2011 y tiene la siguiente descripción:

Bandera rectangular de proporciones 3:2 (largo por ancho); dividida en dos franjas horizontales mediante una línea ondulada: azul la inferior y blanca la superior; en el centro de ésta, el escudo local.
 BOJA n.º 39 de 24 de febrero de 2011

### Escudo
El escudo de armas de Balanegra fue aprobado el 10 de noviembre de 1998 e inscrito en el Registro Andaluz de Símbolos de Entidades Locales el 30 de noviembre de 2004 y tiene el siguiente blasón:

Escudo partido y cortado, coronado por la corona real. Primer campo: En gules, con una torre, en plata. Segundo campo: En sinople, con una noria, en oro. Tercer campo: En azur, con tres líneas onduladas, en plata, un sol, ubicado a Levante.
BOJA n.º 246 de 20 de diciembre de 2004

La torre en heráldica simboliza la integridad y vigilancia. En el escudo concretamente está representada la antigua torre de Alhamilla de la cual aún existen vestigios.
La noria simboliza la riqueza ya que estas construcciones fueron entre finales del siglo XIX y principios del XX fundamentales en su desarrollo.
Las ondas de plata y azur representan sus playas sobre el mar Mediterráneo y el sol alude a su población con enorme proyección de futuro.

Vista panorámica de la playa de Balanegra

## Política
Tras la creación del municipio de Balanegra en junio de 2015, se constituyó una Comisión Gestora a la que por población le correspondieron 11 concejales. En función de los resultados de las últimas elecciones municipales, se designaron 7 concejales al PP y 4 concejales al PSOE. La presidencia de dicha comisión con todas las competencias de una alcaldía correspondió a Nuria Rodríguez del PP. Tras las municipales de 2019 Nuria Rodríguez continúa como alcaldesa obteniendo una amplísima mayoría absoluta con más del 70% de los votos.

### Resultados elecciones municipales
| Partido político                         | 2023  | 2023       | 2019  | 2019       |
| Partido político                         | %     | Concejales | %     | Concejales |
| Partido Popular (PP)                     | 84,61 | 10         | 74,70 | 10         |
| Partido Socialista Obrero Español (PSOE) | 14,87 | 1          | 14,65 | 1          |

### Alcaldes
| Mandato   | Nombre del alcalde          | Partido político      |
| --------- | --------------------------- | --------------------- |
| 2015-2019 | Nuria Rodríguez Martín (PP) | Pta. Comisión Gestora |
| 2019-2023 | Nuria Rodríguez Martín      | PP                    |
| 2023-2027 | Nuria Rodríguez Martín      | PP                    |

## Servicios públicos

### Educación
El municipio cuenta con un colegio de educación primaria, el CEIP Buenavista, hasta el primer ciclo de la ESO. Los alumnos deben desplazarse hasta los institutos de Adra para continuar con su enseñanza obligatoria.

### Sanidad
El municipio cuenta con un consultorio, dependiente del Hospital de Poniente-El Ejido, que da servicio de lunes a viernes.

## Cultura

### Patrimonio

#### Torre de Alhamilla
Torre de vigilancia defensiva construida entre los siglos XIII y XV. Es de planta cilíndrica y llegó a alcanzar una altura de 12 metros. Correspondía a la torre defensiva con una base maciza, sobre la cual se alojaba la estancia de torrero y se cubría con una bóveda. Está realizada en mampostería. Se conserva toda la base y parte de un muro hasta los arranques de la bóveda. Fue rehabilitada en 2008. 

### Patrimonio cultural inmaterial
Son numerosas las fiestas que se celebran conmemorando distintas fechas, por orden cronológico son:
- 6 de enero, Cabalgata de los Reyes magos
- 25 de marzo, "Día de la Entidad Local Autónoma".
- Primer domingo de mayo, Romería de las Alberquillas. Parte desde la Iglesia al parque de Las Alberquillas, donde es típico organizar una paellada entre los vecinos y visitantes, y posteriormente celebrar una misa en honor a la Virgen del Carmen. [cita requerida]
- 23 de junio, San Juan. Esa noche se hacen hogueras en la playa con familiares y amigos. A las 00:00 del 24, es típico bañarse en la playa.
- Semana del 25 de julio, Fiestas patronales en honor a Santiago Apóstol. Estas duran 4 días, de jueves a domingo.